# 野田浩司
野田 浩司（のだ こうじ、1968年2月9日 - ）は、熊本県球磨郡多良木町出身の元プロ野球選手（投手）、コーチ、野球解説者、実業家。

## 来歴・人物
郵便局員で、軟式野球の郵便局チームでプレーしていた父親の影響で野球を始める。熊本県立多良木高等学校に入学し、3年生時には同校野球部を全国高等学校野球選手権熊本大会において初のベスト4に導く。多良木高校時代には後に同僚となる八代第一高の遠山奬志と熊本で二枚看板と呼ばれ、福岡の東筑高から近鉄に入った桧山泰浩と合わせて「九州三羽烏」とも称された。
高校卒業後は、当時はプロでやっていく自信がなかったため、共に練習に参加していたNTT九州と九州産業交通のうち地元バス会社の九州産業交通に入社。同社野球部でプレーした。入社2年目に野球部が廃部になったため、一度は日産自動車九州への移籍が内定するが、特例措置としてドラフト指名対象となることがわかり、日産への移籍を止めプロ入りを目指す方針に転換。1987年のプロ野球ドラフト会議で川島堅のクジを外した阪神タイガースから1位指名を受け入団。契約金は5000万円。大阪市営地下鉄の駅名に「野田阪神駅」が、親会社でもある阪神電気鉄道なら野田駅が偶然にもあったことから話題を呼び、人気に繋がった。デイリースポーツが野田が勝利投手になった試合を報じた際、「野田阪神、快速止まらない」という見出しが使われたこともあった。
サイドスローに近いスリークォーターから繰り出す150 km/h近いストレートと、「お化け」と称された視界から消えるように鋭いフォークボールを武器にした。
1988年は打線の援護なく3勝13敗で負け越すも規定投球回に到達し、先発・リリーフどちらもこなす主戦投手となった。
1990年には開幕から抑えを任されたがセーブ失敗が多く、成績は9勝6敗5S・防御率3.48。7月中盤から先発に転向し、シーズンではプロ入り初の二桁勝利となる11勝を挙げたが、先発では2勝6敗だった。
1991年は開幕投手に指名され、212回2/3を投げて8勝14敗・防御率3.81だった。野田はこれについて「たぶん強いチームだったら数字が逆になってますよね。掛布雅之さんも僕が入った年に引退されたし、打線の援護が弱かったんです」と後に回顧している。
1992年は右肘痛で出遅れ、開幕投手の座を葛西稔に譲った。右肘の状態が上がらず5月に2軍に落ちたが、大石清1軍コーチと反りが合わなかったこともあり1軍復帰が7月にずれ込んだ。しかし、1軍復帰後はその月に月間MVPを受賞するなどリーグ2位に貢献する活躍を見せ、防御率は自身初の2点台を記録した。阪神時代には、地元熊本にちなんで「火の国伝説」などの愛称で親しまれた。
1992年オフ、「優勝を逃したのは長打力のある打者が不足していたため」という阪神フロントの意向により、松永浩美との大型トレードでオリックス・ブルーウェーブへ移籍する。当時はトレード拒否の気持ちが強く、どのように断るかを相談するために同僚で先輩の岡田彰布の元を訪ねるまでしたが、説得されたことで最後には移籍を受け入れた。当時、ヤクルトスワローズ監督の野村克也は、トレードで去る時に「フォークのお化けが消えた」と喜んでいた（スワローズは翌1993年もリーグ優勝）。
移籍の際、同僚の和田豊が餞別代わりに野田自身のフォームのクセを指摘し、それが移籍後の飛躍へと繋がっていく。
1993年、当初監督の土井は前年チーム最多セーブが6だった事もあり野田をストッパーに上げていたが、キャンプオープン戦で先発の駒不足もあり先発投手として起用する。開幕当初は奪三振を多く取る一方で、阪神時代のように立ち上がりの悪さや四球で崩れかけるなどがあったが、パ・リーグの投手が打席に入らないお陰で球数を多く投げても土井監督の粘り強く起用された結果17勝を挙げ、最多勝を獲得。4試合連続2桁奪三振を挙げるなど、この年から3年連続2桁勝利と200奪三振を記録する。同時期に野茂英雄と伊良部秀輝が居たため、最多奪三振のタイトルは獲得出来なかった。
1994年8月12日の対近鉄戦にて、プロ野球タイ記録となる1試合17奪三振を記録。
1995年4月21日の対ロッテ戦（千葉マリンスタジアム）では、球場特有の風を味方につけた形になり1試合19奪三振の日本新記録を達成。最も7回終了時に17奪三振に到達し、当時の日本記録に並んでいたが、8回・9回とペースが落ちて1奪三振ずつに終わり、9回には同点に追いつかれ、勝利投手にはなれなかった。後にこの野田の記録は2022年4月10日、同じ千葉マリンスタジアムで佐々木朗希（千葉ロッテマリーンズ）が完全試合を達成した時にタイ記録で並ばれた。同年からはオリックスのV2にも貢献。
1997年オフにはFA宣言し、古巣の阪神や中日、ダイエーが獲得に興味を示したが年俸1億3500万円の3年契約で残留した。しかし、その後はフォークを武器とする投手の宿命とも言える右肘の故障に苦しめられる。終盤イニングに打ち込まれる事が増え、見極めの早い仰木彬監督が同点の場面で早々と交替を命じる采配が続き、プライドを傷付けられたと不満を溜め込んだ野田が、ついに遠征先の宿舎で仰木へ直接抗議に及んだが、お互いの意見交換を経て和解する一幕があった。
1998年以降は未勝利に終わる。同年、二軍で規定投球回数に達し7勝を挙げたが一軍には終盤まだ昇格できず、オフに右肘を手術したが、状態は上がらず、1999年もわずか二試合の登板に終わり、翌年は自身初の1軍未登板に終わった。
2000年オフに戦力外通告を受け、現役引退。他球団での現役続行も考えたが、自分のイメージ通りの投球が不可能になったことなどを引退の理由としていた。なお、引退試合は当時オリックスの順位が確定していなかったことから行われず、始球式だけ実施された。
引退後は、解説者としてテレビ大阪（2006年 - 2007年）、ラジオ関西、J SPORTS各局で放送されるオリックスの主催ゲーム中継に出演するほか、ラジオ関西からの派遣という形で、ラジオ日本制作の関西での巨人ビジターゲーム中継も担当する（2001年 - 2003年、2005年 - 2014年）。コーチとしては、2004年オリックスに一軍投手コーチとして復活したがチームは最下位に終わり、わずか1年で自ら退任を申し出て飲食業へ転身した。
2005年途中から2008年までは社会人野球・ニチダイの投手コーチをそれぞれ務め、2006年にはニチダイを創部初の第77回都市対抗野球大会出場に導いた。
2012年春からNTT西日本の臨時コーチを務め、増田達至、安部建輝をプロに送り、増田にフォークを教えた。2021年に退任。
2023年からはBS松竹東急ベースボールシアターの解説者、デイリースポーツの評論家（Web版のみ）に就任した。
実業家としては、2005年11月より神戸市中央区三宮で肉料理店『まる九』を経営していたが、現在は携わっていない（店舗は現在も営業中）。店名の由来は、九州産の素材を使っているので「まるごと九州」略して「まる九」。この転身は、コーチ時代に「成功も失敗もすべて自己責任という、白黒ハッキリした世界が好きなんだ」と気付いたことが契機になったという。「まる九」には阪神時代の監督で、オリックスのGMでもあった中村勝広も生前は熱心に足を運んでいたという。また、兵庫県の中学生対象硬式野球チーム、小野ボーイズのコーチとしても活動している。

## 詳細情報

### 年度別投手成績
| 年 度      | 球 団      | 登 板 | 先 発 | 完 投 | 完 封 | 無 四 球 | 勝 利 | 敗 戦 | セ 丨 ブ | ホ 丨 ル ド | 勝 率 | 打 者 | 投 球 回 | 被 安 打 | 被 本 塁 打 | 与 四 球 | 敬 遠 | 与 死 球 | 奪 三 振 | 暴 投 | ボ 丨 ク | 失 点 | 自 責 点 | 防 御 率 | W H I P |
| ---------- | ---------- | ----- | ----- | ----- | ----- | -------- | ----- | ----- | -------- | ----------- | ----- | ----- | -------- | -------- | ----------- | -------- | ----- | -------- | -------- | ----- | -------- | ----- | -------- | -------- | ------- |
| 1988       | 阪神       | 42    | 17    | 1     | 0     | 0        | 3     | 13    | 0        | --          | .188  | 577   | 138.0    | 136      | 19          | 44       | 5     | 7        | 69       | 2     | 1        | 67    | 61       | 3.98     | 1.30    |
| 1989       | 阪神       | 43    | 7     | 0     | 0     | 0        | 5     | 4     | 2        | --          | .556  | 377   | 91.1     | 86       | 5           | 27       | 0     | 1        | 54       | 3     | 0        | 39    | 34       | 3.35     | 1.24    |
| 1990       | 阪神       | 37    | 10    | 0     | 0     | 0        | 11    | 12    | 5        | --          | .478  | 488   | 108.1    | 127      | 15          | 48       | 5     | 2        | 81       | 5     | 0        | 60    | 59       | 4.90     | 1.62    |
| 1991       | 阪神       | 32    | 28    | 10    | 2     | 1        | 8     | 14    | 1        | --          | .364  | 900   | 212.2    | 206      | 24          | 75       | 7     | 5        | 143      | 10    | 1        | 95    | 90       | 3.81     | 1.32    |
| 1992       | 阪神       | 26    | 17    | 7     | 3     | 1        | 8     | 9     | 1        | --          | .471  | 512   | 123.2    | 115      | 14          | 34       | 4     | 3        | 102      | 4     | 0        | 45    | 41       | 2.98     | 1.20    |
| 1993       | オリックス | 26    | 26    | 17    | 4     | 1        | 17    | 5     | 0        | --          | .773  | 901   | 225.0    | 187      | 23          | 62       | 0     | 1        | 209      | 4     | 0        | 68    | 64       | 2.56     | 1.11    |
| 1994       | オリックス | 27    | 27    | 11    | 2     | 0        | 12    | 11    | 0        | --          | .522  | 818   | 193.0    | 175      | 25          | 66       | 1     | 3        | 213      | 10    | 0        | 98    | 91       | 4.24     | 1.25    |
| 1995       | オリックス | 26    | 25    | 6     | 1     | 0        | 10    | 7     | 0        | --          | .588  | 763   | 184.1    | 145      | 21          | 69       | 2     | 4        | 208      | 13    | 0        | 67    | 63       | 3.08     | 1.16    |
| 1996       | オリックス | 27    | 27    | 7     | 2     | 1        | 8     | 7     | 0        | --          | .533  | 772   | 180.1    | 170      | 18          | 70       | 3     | 7        | 144      | 10    | 0        | 70    | 63       | 3.14     | 1.33    |
| 1997       | オリックス | 24    | 24    | 0     | 0     | 0        | 7     | 5     | 0        | --          | .583  | 642   | 150.1    | 143      | 18          | 63       | 1     | 4        | 99       | 5     | 1        | 61    | 55       | 3.29     | 1.37    |
| 1998       | オリックス | 4     | 1     | 0     | 0     | 0        | 0     | 0     | 0        | --          | ----  | 31    | 6.1      | 10       | 2           | 3        | 0     | 0        | 2        | 0     | 0        | 5     | 5        | 7.11     | 2.05    |
| 1999       | オリックス | 2     | 0     | 0     | 0     | 0        | 0     | 0     | 0        | --          | ----  | 5     | 1.0      | 2        | 1           | 0        | 0     | 0        | 1        | 0     | 0        | 2     | 2        | 18.00    | 2.00    |
| 通算：12年 | 通算：12年 | 316   | 209   | 59    | 14    | 4        | 89    | 87    | 9        | --          | .506  | 6786  | 1614.1   | 1502     | 185         | 561      | 28    | 37       | 1325     | 66    | 3        | 677   | 628      | 3.50     | 1.28    |

- 各年度の太字はリーグ最高

### タイトル
- 最多勝利：1回 （1993年）

### 表彰
- ゴールデングラブ賞：1回 （投手部門：1993年）
- 月間MVP：2回 （投手部門：1992年7月、1993年8月）

### 記録
初記録
- 初登板：1988年4月10日、対広島東洋カープ3回戦（広島市民球場）、6回裏に4番手で救援登板、2回無失点
- 初奪三振：同上、7回裏に小早川毅彦から
- 初先発登板：1988年4月16日、対横浜大洋ホエールズ2回戦（横浜スタジアム）、4回2失点
- 初勝利：1988年6月28日、対読売ジャイアンツ11回戦（阪神甲子園球場）、10回表に2番手で救援登板・完了、1回無失点
- 初先発勝利・初完投勝利：1988年7月2日、対ヤクルトスワローズ13回戦（阪神甲子園球場）、9回1失点
- 初完封勝利：1991年5月24日、対広島東洋カープ7回戦（西京極野球場）

節目の記録
- 1000投球回：1994年7月10日、対千葉ロッテマリーンズ18回戦（グリーンスタジアム神戸） ※史上254人目
- 1000奪三振：1995年7月19日、対西武ライオンズ16回戦（西武ライオンズ球場）、7回裏に伊東勤から ※史上94人目
- 1500投球回：1997年5月28日、対西武ライオンズ8回戦（ナゴヤドーム） ※史上142人目

その他の記録
- 1試合最多奪三振：19 （1995年4月21日、対千葉ロッテマリーンズ3回戦〈千葉マリンスタジアム〉） ※NPBタイ記録（他は佐々木朗希、2022年）
- 毎回奪三振：1991年7月30日、対読売ジャイアンツ戦（阪神甲子園球場）、12奪三振[注 2]
- オールスターゲーム出場：1回 （1993年） ※1990年も選出されるも出場辞退[31]

### 背番号
- 1 （1988年 - 1990年）
- 18 （1991年 - 1992年）
- 21 （1993年 - 2000年）
- 88 （2004年）

## 出演番組
中継番組（いずれも、解説）
- ラジオ関西ジャイアンツナイター（末期は実質的にラジオ日本制作による関西遠征中継への客演のみであった。ラジオ関西においては事実上最後の専属解説者となった）
- J SPORTS STADIUM（J SPORTS。J SKY SPORTS時代より、オリックス戦のみ担当。神戸総合運動公園野球場で開催される試合が多い）
- TVO BASEBALL LIVE（テレビ大阪。2006年 - 2007年頃。オリックス戦ローカル中継のみ）
- サンテレビボックス席（2014年頃からゲスト解説として出演）

中継番組以外
- フルタの方程式（テレビ朝日。2009年12月5日、2010年1月24日にゲスト出演）
- タイガースV特急（ベイ・コミュニケーションズ）